# Keke Rosberg
Keijo Erik Rosberg (Solna, Estocolmo, Suecia; 6 de diciembre de 1948), más conocido como Keke Rosberg, es un expiloto finlandés de Fórmula 1 que compitió a principios de los años 1980 y logró el Campeonato del Mundo de 1982. A pesar de haber nacido en Estocolmo (Suecia), fue el segundo piloto finlandés en correr en Fórmula 1. Eso y su velocidad le valieron el apodo de «finlandés volador».
Es padre del también campeón del mundo de Fórmula 1 de la temporada de 2016 Nico Rosberg.

## Trayectoria
Debutó en la Fórmula 1 con el equipo Theodore en el Gran Premio de Sudáfrica de 1978, en Kyalami. Pasó por ATS, Wolf y Fittipaldi antes de llegar a Williams en 1982.
En 1982 ganó su primera carrera en la Fórmula 1, el Gran Premio de Suiza, corrido en Dijon (Francia) debido a que en Suiza estaban prohibidas las carreras de autos. Fue su única victoria en el año, pero nadie ganó más de dos carreras ese año y al final Keke fue el más regular y el que más puntos sumó, adjudicándose el Campeonato Mundial de Pilotos con un Williams FW08 con motor Cosworth normalmente aspirado, portando el número 6.
Siguió en Williams hasta 1985, pero a pesar de que consiguió ganar cuatro carreras más, las temporadas fueron decepcionantes; aunque tras dos años de desarrollo del motor Honda en 1985 terminó tercero en el campeonato.
Sorprendentemente, en 1986, pasó a McLaren. Aunque McLaren había ganado los anteriores campeonatos, ese año Williams fue el equipo a vencer. A finales de ese año se retiró.
Tras su retiro, ha manejado las carreras de varios pilotos, como J.J Lehto, Mika Häkkinen, Olivier Panis, y más recientemente, la de su hijo Nico Rosberg. 
También tuvo participación en los campeonatos de 1993, 1994 y 1995 de la extinta Deutsche Tourenwagen Meisterschaft con un Opel Calibra.
En 2016 él y Nico se convirtieron en el segundo dúo de padre e hijo en ganar el Campeonato Mundial de Fórmula 1, después de que Graham Hill y Damon Hill ganaran los Campeonatos de 1962 y 1968 y 1996 respectivamente.

## Team Rosberg
En 1994, montó su propia escuadra Team Rosberg en el DTM, donde compartió pista con otros pilotos de Opel como J.J. Lehto, Hans-Joachim Stuck, Klaus Ludwig y el campeón de 1996 Manuel Reuter.
Team Rosberg luego compitió en el Campeonato Alemán de Superturismos con Nissan en 1997 y 1998. Tras un año sabático, el equipo retornó al nuevo DTM en 2000 con el Mercedes-Benz Clase CLK. Rosberg tuvo un nuevo año sabático en 2005, y volvió en 2006 con la marca Audi.
Team Rosberg también compitió en la Fórmula 3 Alemana desde 1999 hasta 2002, logrando un campeonato con Gary Paffett. Luego se incorporó a la Fórmula 3 Euroseries para apoyar a Nico Rosberg, y dejó la actividad en monoplazas tras la temporada 2005.

## Rosberg en la cultura popular
Keke Rosberg ha sido interpretado por Javier Marang en la serie de Netflix SENNA (2024), en la que aparece en el capítulo 2 y 3. 
Es el protagonista de una canción del conocido grupo 'Siniestro Total' que en su tercer álbum, Menos mal que nos queda Portugal de 1984 grabaron en el octavo corte la canción 'Keke Rosberg' en la que se burlan de las quejas del piloto finlandés.

## Resultados

### Fórmula 1
(Clave) (negrita indica pole position) (cursiva indica vuelta rápida)

| Año     | Escudería                       | 1       | 2       | 3       | 4       | 5       | 6       | 7       | 8       | 9       | 10      | 11      | 12      | 13      | 14      | 15      | 16      | Pos. | Puntos |
| ------- | ------------------------------- | ------- | ------- | ------- | ------- | ------- | ------- | ------- | ------- | ------- | ------- | ------- | ------- | ------- | ------- | ------- | ------- | ---- | ------ |
| 1978    | Theodore Racing Hong Kong       | ARG     | BRA     | RSA Ret | USW DNQ | MON DNQ | BEL DNQ | ESP DNQ |         |         |         | GER 10  | AUT NC  | NED Ret | ITA DNQ |         |         | NC   | 0      |
| 1978    | ATS Racing Team                 |         |         |         |         |         |         |         | SWE 15  | FRA 16  | GBR Ret |         |         |         |         | USA Ret | CAN NC  | NC   | 0      |
| 1979    | Olympus Cameras Wolf Racing     | ARG     | BRA     | RSA     | USW     | ESP     | BEL     | MON     | FRA 9   | GBR Ret | GER Ret | AUT Ret | NED Ret | ITA Ret | CAN DNQ | USA Ret |         | NC   | 0      |
| 1980    | Skol Fittipaldi Team            | ARG 3   | BRA 9   | RSA Ret | USW Ret | BEL 7   | MON DNQ | FRA Ret | GBR DNQ | GER Ret | AUT 16  | NED DNQ | ITA 5   | CAN 9   | USA 10  |         |         | 10.º | 6      |
| 1981    | Fittipaldi Automotive           | USW Ret | BRA 9   | ARG Ret | SMR Ret | BEL Ret | MON DNQ | ESP 12  | FRA Ret | GBR Ret | GER DNQ | AUT     | NED DNQ | ITA DNQ | CAN DNQ | LVG 10  |         | NC   | 0      |
| 1982    | TAG Williams Team               | RSA 5   | BRA DSQ | USW 2   | SMR     | BEL 2   | MON Ret | USE 4   | CAN Ret | NED 3   | GBR Ret | FRA 5   | GER 3   | AUT 2   | SUI 1   | ITA 8   | LVG 5   | 1.º  | 44     |
| 1983    | TAG Williams Team               | BRA DSQ | USW Ret | FRA 5   | SMR 4   | MON 1   | BEL 5   | USE 2   | CAN 4   | GBR 11  | GER 10  | AUT 8   | NED Ret | ITA 11  | EUR Ret | RSA 5   |         | 5.º  | 27     |
| 1984    | Williams Grand Prix Engineering | BRA 2   | RSA Ret | BEL 4†  | SMR Ret | FRA 6   | MON 4~  | CAN Ret | USE Ret | USA 1   | GBR Ret | GER Ret | AUT Ret | NED 8†  | ITA Ret | EUR Ret | POR Ret | 8.º  | 20.5   |
| 1985    | Canon Williams Team             | BRA Ret | POR Ret | SMR Ret | MON 8   | CAN 4   | USE 1   | FRA 2   | GBR Ret | GER 12† | AUT Ret | NED Ret | ITA Ret | BEL 4   | EUR 3   | RSA 2   | AUS 1   | 3.º  | 40     |
| 1986    | Marlboro McLaren International  | BRA Ret | ESP 4   | SMR 5†  | MON 2   | BEL Ret | CAN 4   | USE Ret | FRA 4   | GBR Ret | GER 5†  | HUN Ret | AUT 9†  | ITA 4   | POR Ret | MEX Ret | AUS Ret | 6.º  | 22     |
| Fuente: |                                 |         |         |         |         |         |         |         |         |         |         |         |         |         |         |         |         |      |        |